# Косенко, Виктор Степанович

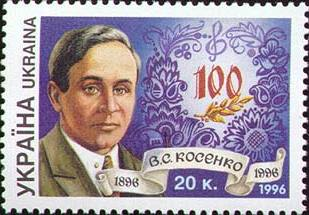
Виктор Косенко на почтовой марке Украины, 1996 год

Ви́ктор Степа́нович Косе́нко (укр. Віктор Степанович Косенко; 11 (23) ноября 1896, Варшава — 3 октября 1938, Киев) — советский украинский композитор, пианист, педагог, музыкант.

## Биография
Одному из немногих украинских композиторов того времени Косенко удалось получить европейское музыкальное образование. Его детство прошло в Варшаве. Он был настоящим вундеркиндом: уже в возрасте шести лет, не зная нот, он играл на слух «Патетическую сонату» Бетховена. Уникальные способности мальчика развивались под руководством профессоров Варшавской консерватории.
Музыкальное образование Косенко продолжил у мэтров Петербургской консерватории. Её тогдашним директором был известный русский композитор Александр Глазунов. Оценив одарённость Косенко, Глазунов освободил его от платы за обучение. В 1918 году окончил Петроградскую консерваторию по классам композиции у Н. А. Соколова и фортепиано у И. Е. Миклашевской. В Петербурге юный музыкант встречался с Рахманиновым, Скрябиным.
С 1918 года преподавал в музыкальном техникуме в Житомире. В Житомире и его друзья-музыканты создали кружок деятелей искусств. По воспоминаниям певицы Зои Гайдай, их слушателями были, прежде всего, крестьяне, рабочие и солдаты. На жизнь молодой Косенко зарабатывал тапёром. По рассказам современников, зрители ходили по несколько раз на один фильм, чтобы насладиться чудесной игрой — ведь Косенко был пианистом-виртуозом (каждый раз он старался играть другую музыку к фильму).
С 1929 года преподавал в Киевском музыкально-драматическом институте (с 1932 — профессор).
В 1934—1937 годах работал в Киевской консерватории. В историю советской музыки Косенко вошёл, прежде всего, как мастер лирических произведений. Его вокальное, камерное и симфоническое творчество наполнено романтическими интонациями славянской музыки и народной песни.

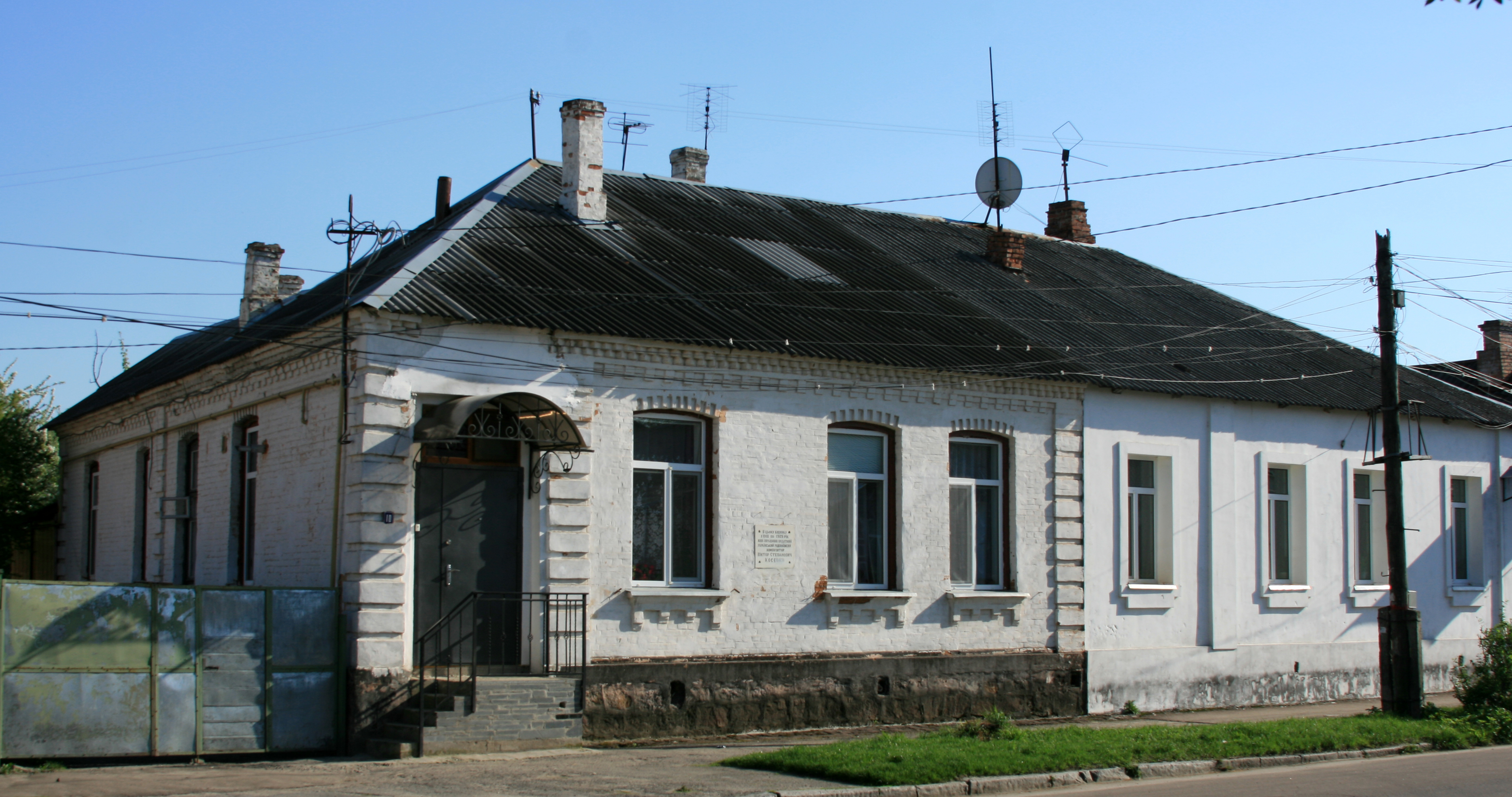
Дом в Житомире, где в 1918—1929 годах жил Виктор Косенко

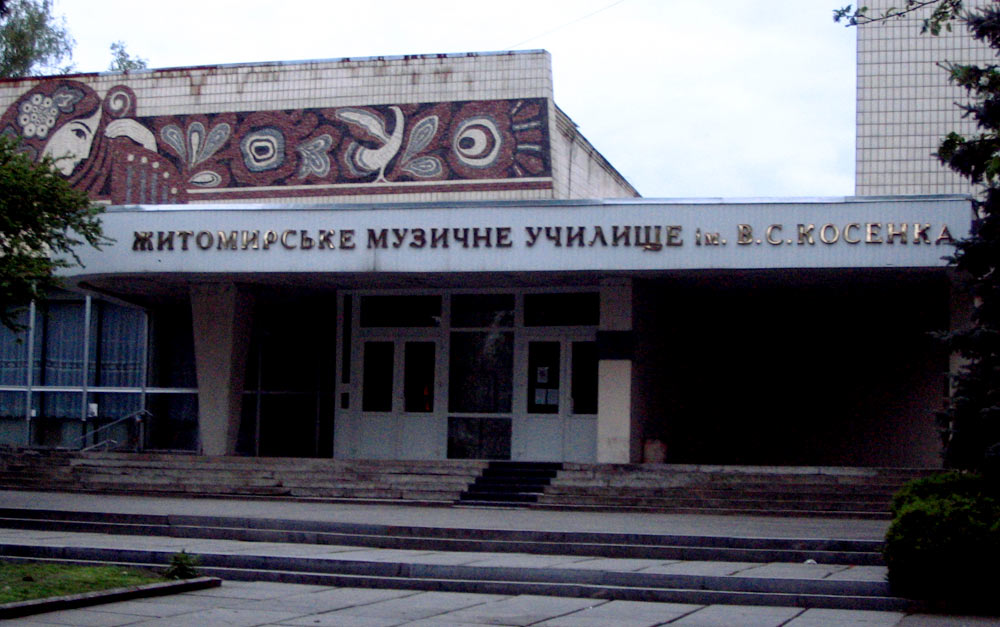
Житомирское музыкальное училище им. Косенко

Выступал как пианист с сольными концертами и в ансамблях. В своём творчестве, разнообразном по жанрам и преимущественно лирическом по характеру, В. С. Косенко опирался на традиции русской (П. И. Чайковский, С. В. Рахманинов, А. Н. Скрябин) и украинской классики (Н. В. Лысенко).
Уже будучи профессором Киевской консерватории, Косенко создал симфоническую «Молдавскую поэму», которую так и не смог услышать — она прозвучала лишь в наши дни. Он оставил после себя десятки произведений, которые вошли в золотой фонд советской фортепианной музыки, среди них — Альбом детских пьес, на котором выросло много поколений юных пианистов Советского Союза, России и Украины.
Композитор прожил всего 41 год. Умер в Киеве, похоронен на Байковом кладбище.
Награждён орденом Трудового Красного Знамени (17.04.1938) — в связи с 25-летним юбилеем Киевской Государственной консерватории и за выдающиеся заслуги в области подготовки музыкальных кадров Советской Украины.

### Семья
В 1920 году Виктор Косенко женился на Ангелине Владимировне Канеп (урожд. Шумило-Денбновецкой; род. 1889), бывшей жене полковника Эдуарда Канепа, и удочерил её дочерей Ирину и Раису.

## Сочинения
- Для оркестра
  - Героическая увертюра для симфонического оркестра (1932)
  - Молдавская поэма (1937)
  - Концерт для фортепиано с оркестром (1928, завершён Л. Ревуцким и Г. И. Майбородой)
- Камерные ансамбли, в том числе
  - трио 1927
  - соната для виолончели и фортепиано 1923
  - соната для скрипки и фортепиано 1927
  - Соната для альта и фортепиано 1928
- для фортепиано
  - 3 сонаты (1922, 1924, 1926—1929)
  - 24 детских произведения (1936)
  - Этюды
  - Прелюдии
  - Поэмы
- Сочинения для хора
- Романсы
- Песни
- Обработки украинских народных песен